# Segelfjäril
Segelfjäril (Iphiclides podalirius) är en gulvit och gråsvart fjäril med blå och orange fläckar på bakvingen. Den ingår i släktet Iphiclides, och familjen riddarfjärilar och förekommer i södra och centrala Europa och tempererade delar av Asien.

## Utseende
Segelfjärilens vingspann är mellan 60 och 85 millimeter. Med detta vingspann är segelfjärilen en av Europas största fjärilar.
Hanen och honan är lika varandra. Ovansidan är ljusgul eller gulvit. Tvärs över vingarna finns olika långa gråsvarta eller brunsvarta band. Bakvingen har ett långt mörkt svansutskott med ljus spets. Vid bakvingens ytterkant, på båda sidor om svansutskottet, finns några halvmånformade blå fläckar. Vid bakkanten finns en ögonfläck i svart, blått och orange. Ögonfläckar liknar ögon och syftet med dem är att skrämma rovdjur som vill äta fjärilen. Undersidan är i stort sett en spegelbild av ovansidan.
Larven är grön med en smal gul längsgående linje på sidan och ryggen. På sidorna finns också korta diagonala linjer med små röda prickar på. Larven blir upp till 45 millimeter lång.

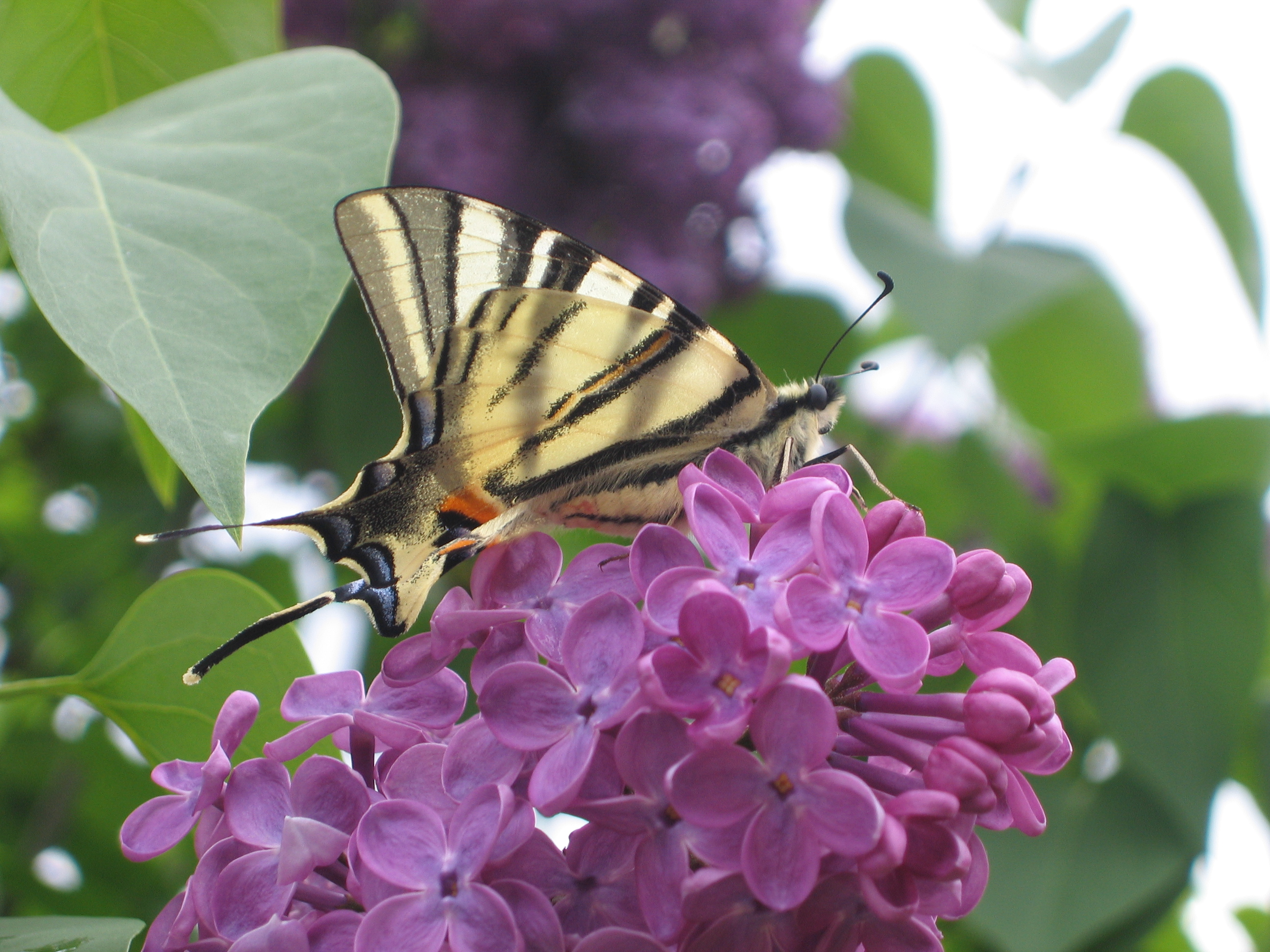
Undersidan av segelfjärilen.
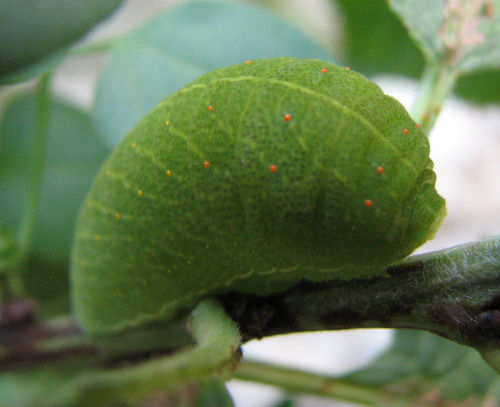
Larven.
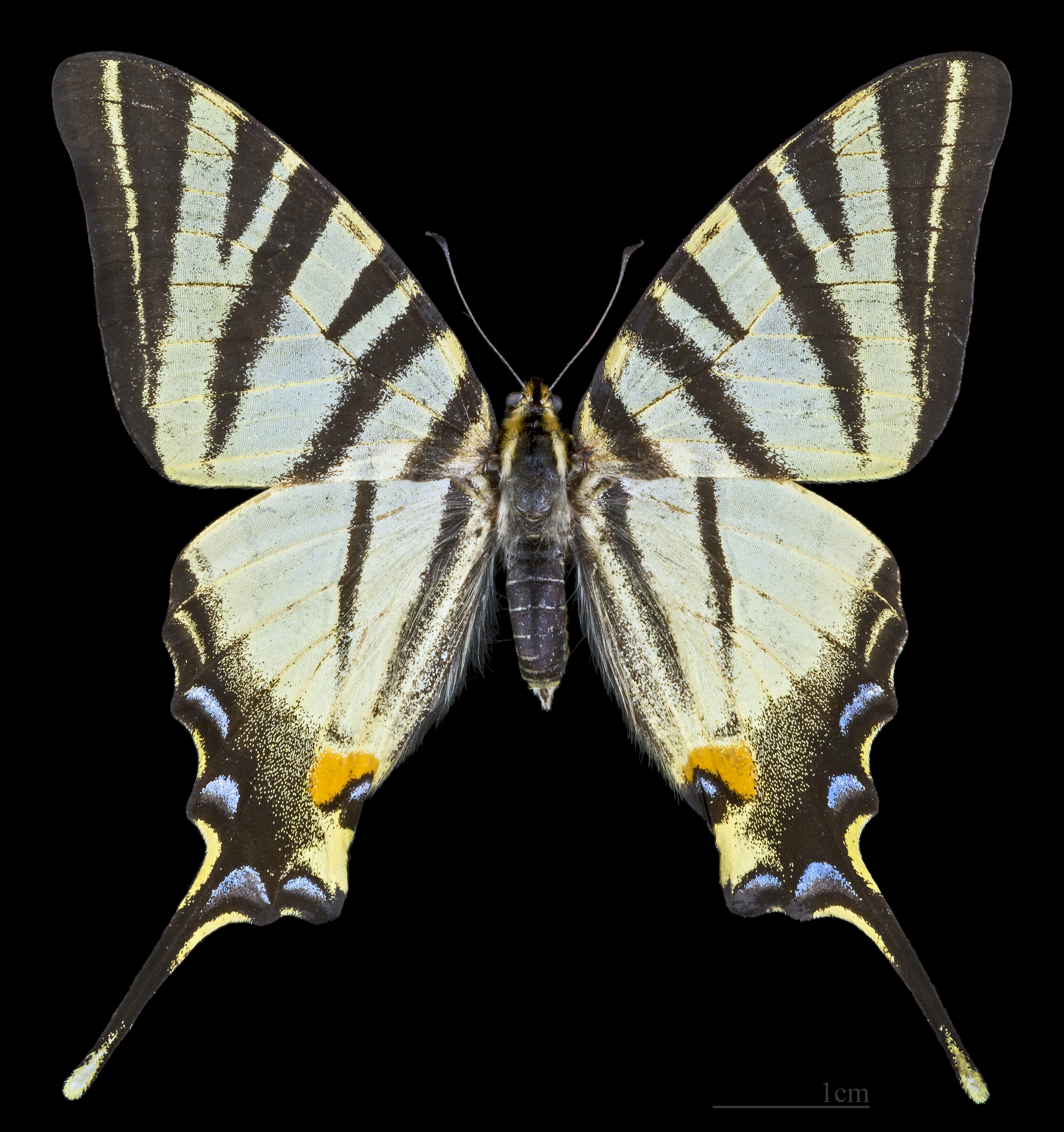
♂
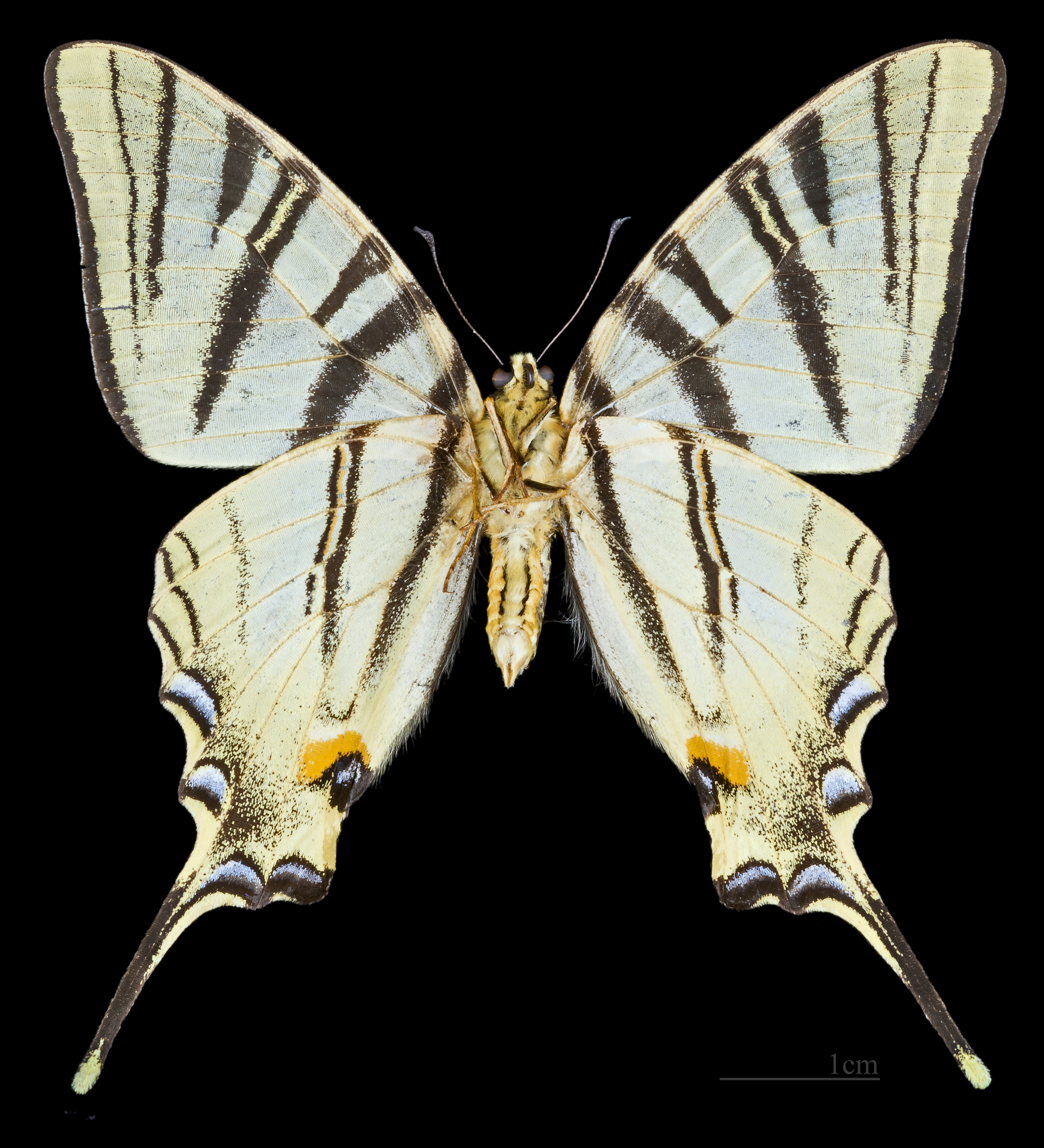
♂ △
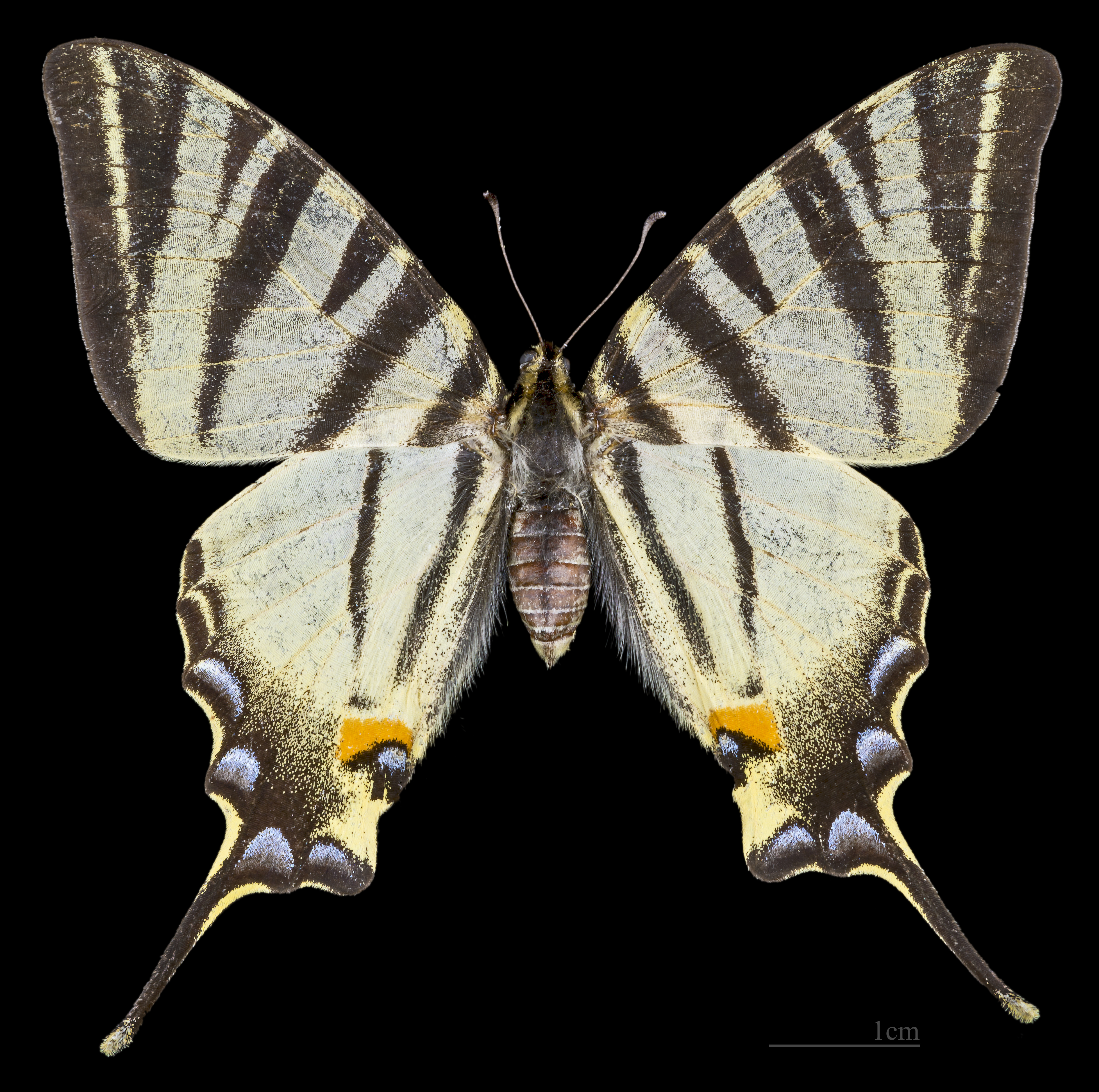
♀
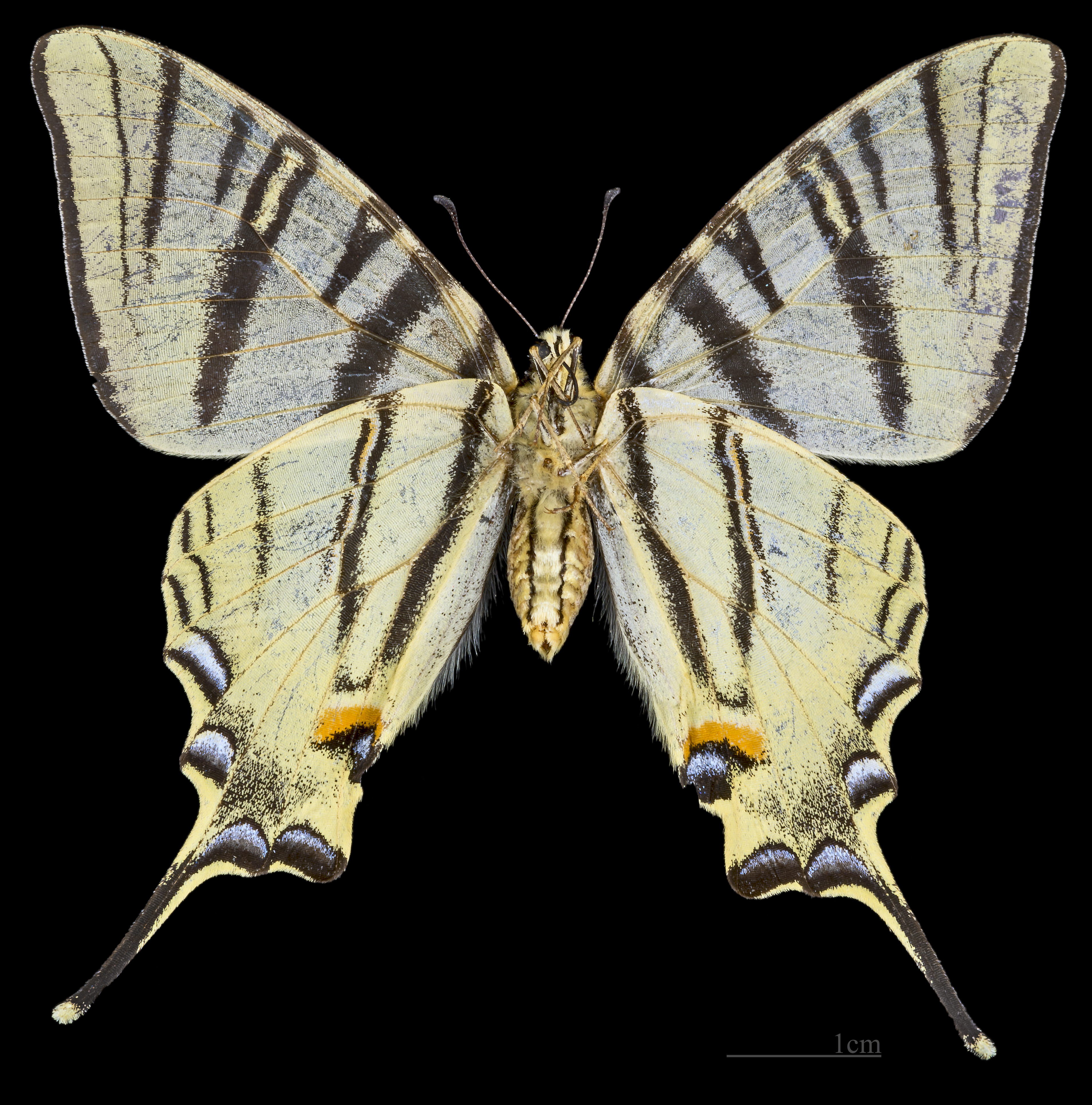
♀ △

## Levnadssätt
Denna fjäril, liksom alla andra fjärilar, genomgår under sitt liv fyra olika stadier; ägg, larv, puppa och fullvuxen (imago). En sådan förvandling kallas för fullständig metamorfos.
Flygtiden, den period när fjärilen är fullvuxen, infaller två gånger på en säsong. Först flyger den i april till maj och andra gången i september. Under flygtiden parar sig fjärilarna och honan lägger äggen på värdväxternas blad. Ur ägget kläcks larven. Värdväxter, alltså de växter larven lever på och äter av, är främst olika arter i plommonsläktet till exempel slån och olika fruktträd. Larven förpuppas efter någon eller ett par månader. Därefter antingen kläcks den fullbildade fjärilen ur puppan eller övervintrar puppan och fjärilen kläcks på våren istället.
Segelfjärilens habitat, den miljö den lever i, är skogs- och buskmarker där värdväxterna finns, även trädgårdar och fruktodlingar. Larverna lever bland annat på bladen från olika arter i plommonsläktet. 

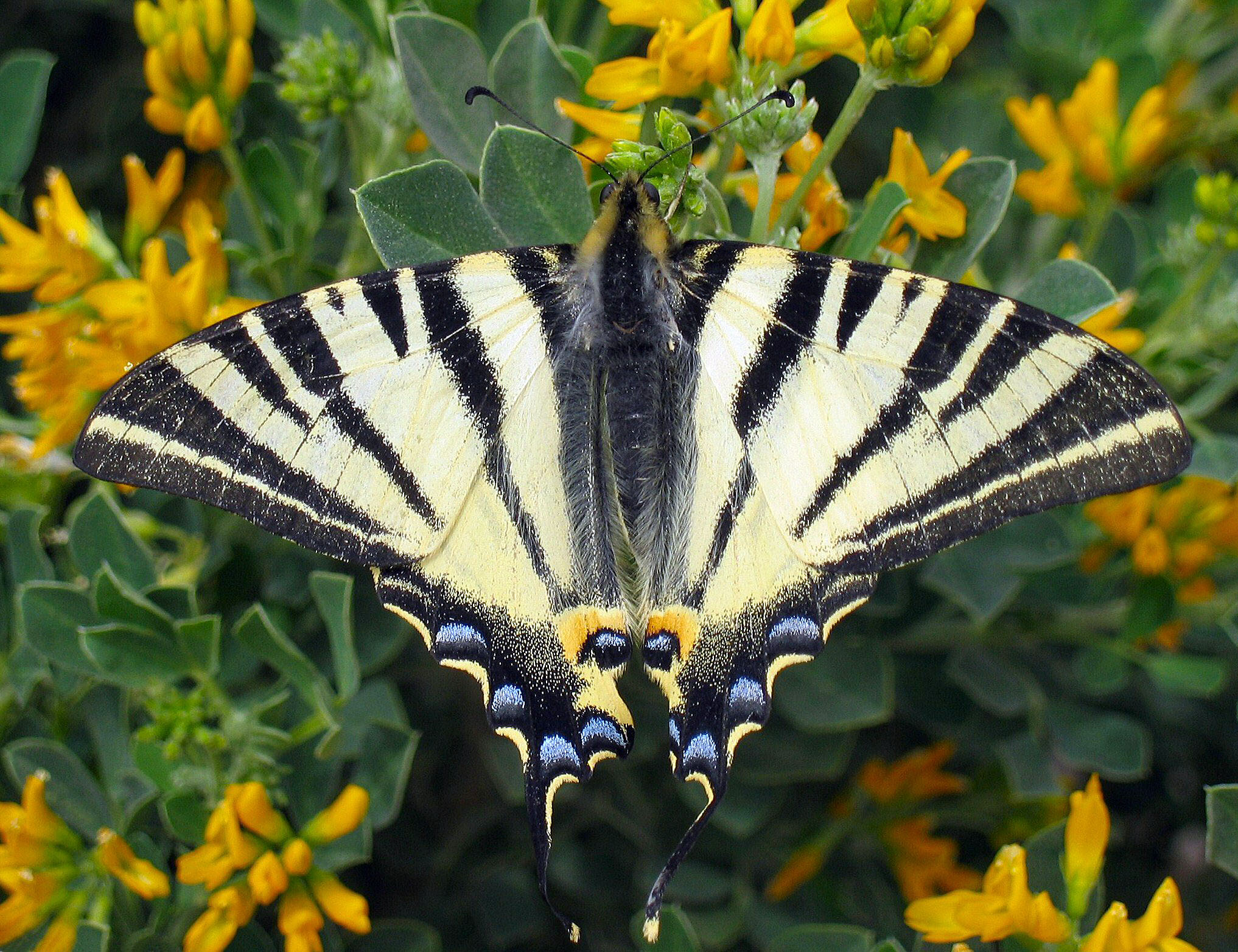
Segelfjäril fotograferad i Aten, Grekland.

## Utbredning
Utbredningsområdet är i södra och centrala Europa, Mindre Asien och de tempererade delarna av Asien. så långt ner som den arabiska halvön, Indien och västra Kina. I Norden kan den påträffas tillfälligt i Danmark, sydligaste Sverige och eventuellt i sydligaste Finland.

## Namn
Ett synonymt svenskt trivialnamn på segelfjäril var podaliriusfjäril. 2004 beslutades att arten skulle få det svenska trivialnamnet segelfjäril, för att undvika namngivning efter vetenskapliga artepitet som kan ändras.